# Саново (Смоленская область)
Саново — деревня в Холм-Жирковском районе Смоленской области России. Входит в состав Холм-Жирковского городского поселения. Население — 72 жителя (2007 год).
Расположена в северной части области в 1 км к юго-западу от Холм-Жирковского, в 35 км севернее автодороги М1 «Беларусь», на берегу реки Соля. В 12 км юго-западнее деревни расположена железнодорожная станция Игоревская на линии Дурово — Владимирский Тупик.

## История
До 1917 года эта территория была в составе Бельского уезда Смоленской губернии Российской империи. В 1918 году Смоленщина провозглашалась частью Белорусской Народной Республики, а в январе 1919 года — Белорусской ССР, но вскоре вошла в состав РСФСР.
В годы Великой Отечественной войны деревня была оккупирована гитлеровскими войсками в октябре 1941 года и освобождена в марте 1943 года.